# Ивановка (Добрянский район)
Ивановка — деревня в Добрянском районе Пермского края России. В рамках местного самоуправления входит в состав Добрянского городского округа.

## География
Находится у автодороги Пермь — Березники.
Высота центра селения над уровнем моря — 213 м.
На 2021 год в деревне 1 улица — Ивановская.

## История
Входила в состав Полазненского городского поселения вплоть до его упразднения к 1 января 2020 года

## Население
| 55 | 58 | 76 | 87 |

| 2010 |
| ---- |
| 38   |

## Инфраструктура
В Ивановке имеется кафе и баня.
СНТ Ивановка, СНТ Ивушка.

## Транспорт
Деревня доступна автотранспортом. Остановка общественного транспорта «Ивановка».